# Historia gier komputerowych (trzecia generacja)
W historii gier komputerowych era 8-bitowców była trzecią generacją konsol do gier wideo i pierwszą, jaka pojawiła się po zapaści gier wideo w 1983. Część badaczy branży uważa ją także za pierwszą „współczesną” erę gier konsolowych. 
Choć konsole wcześniejszych generacji wykorzystywały 8-bitowe procesory, dopiero w tym okresie nastąpiło powszechne utożsamianie generacji z liczbą bitów w architekturze. Sposób ten został upowszechniony w wyniku działań marketingowych producentów, którzy wraz z nadejściem systemów 16-bitowych, takich jak Mega Drive/Genesis, chcieli wyraźnie zaznaczyć różnice pomiędzy kolejnymi generacjami. Zwyczaj ten utrzymał się aż do okresu szóstej generacji konsol.

## Historia
Po zapaści rynku konsol w 1983 roku przyszłość gier wideo w Ameryce stała się niepewna, co skłoniło producentów z Azji do opracowania nowych rozwiązań. W Japonii pojawiły się wtedy nowe projekty, takie jak Sega SG-1000 (1983) oraz Famicom (1983), który szybko zdobył uznanie pod nazwą „Family Computer”. Kluczową rolę odegrało wprowadzenie amerykańskiej wersji Famicoma – Nintendo Entertainment System (NES) – na rynek USA w 1985 roku, co umożliwiło odbudowę zaufania konsumentów dzięki zastosowaniu blokady regionalnej oraz ścisłej kontroli jakości gier (Nintendo Seal of Quality). Takie rozwiązania przyczyniły się do globalnego sukcesu konsol tej generacji.
W Japonii sukces odniósł nie tylko Famicom, lecz także NEC PC Engine – system, który bywa uznawany za „pomost” między trzecią a czwartą generacją. Amerykański odpowiednik Famicoma, czyli NES, zdominował rynek gier w Ameryce Północnej, przyczyniając się do ożywienia konsolowego segmentu branży. Mimo dominacji Nintendo, systemy takie jak Sega Master System zdobywały wierną publiczność, zwłaszcza w krajach europejskich i w Brazylii, natomiast Atari 7800 utrzymywały się dzięki kompatybilności z poprzednimi tytułami.

## Rozwój technologiczny i kulturowy
Era 8-bitowa stanowiła okres intensywnych przemian technologicznych, w którym rozwój grafiki, dźwięku oraz pamięci operacyjnej umożliwił tworzenie bardziej złożonych i zaawansowanych gier. Ograniczenia techniczne charakterystyczne dla tego etapu rozwoju elektroniki użytkowej skłaniały projektantów do wdrażania innowacyjnych rozwiązań, czego rezultatem były oryginalne mechaniki rozgrywki, stanowiące później inspirację dla kolejnych generacji gier. Jednocześnie rosnąca konkurencja pomiędzy producentami sprzętu przyczyniła się do intensyfikacji prac nad udoskonaleniem konsol, co w rezultacie doprowadziło do przyjęcia klasyfikacji urządzeń według liczby bitów. Choć początkowo termin „8-bitowy” odnosił się wyłącznie do architektury procesora, z czasem zaczął być postrzegany jako określenie całej epoki w historii gier wideo.
W omawianym okresie odnotowano również znaczące zmiany w zakresie dystrybucji i promocji gier. Wprowadzenie systemów zabezpieczeń antypirackich oraz standaryzacja kontroli jakości – m.in. poprzez inicjatywy takie jak „Seal of Quality” – przyczyniły się do zwiększenia zaufania konsumentów wobec nowych produktów. Czynniki te miały istotny wpływ na dynamiczny rozwój rynku gier konsolowych w latach 80. i na początku lat 90. XX wieku.

## Trzecia generacja gier w Polsce
W Polsce, trzecią generację konsol reprezentowały systemy importowane oraz dystrybuowane przez krajowe firmy. Pierwszym sprzętem z tej generacji, który pojawił się na polskim rynku, był Atari XE Game System już na przełomie lat 80. i 90. XX wieku w sieci sklepów Pewex – system kompatybilny z 8-bitowymi komputerami Atari, choć z powodu wysokiej ceny i ograniczonej biblioteki gier nie zdobył on szerokiego uznania.  
Pod koniec 1991 roku na polskim rynku pojawiło się urządzenie Atari 7800, sprzedawane w zestawie z grą Asteroids – premiera obejmowała jednocześnie 34 tytuły.  
Największą popularność zyskał jednak Pegasus, tajwański klon japońskiego Famicoma, dystrybuowany w Polsce w latach 1991–1999 przez Bobmark International. Sukces Pegasusa przyczynił się do pojawienia się licznych klonów, takich jak Terminator czy PolyStation, które oferowano w sklepach i na targowiskach po obniżonych cenach.  
Innymi ważnymi systemami w Polsce były konsole Sega – modele Master System I i Master System II, wprowadzone na początku 1992 roku przez Nissho Iwai Corporation Warszawa, oraz NES (amerykański odpowiednik Famicoma), który pojawił się na polskim rynku 6 października 1994 roku, kiedy to przedstawicielstwo Entertainment Systems Poland musiało stawić czoła zjawisku piractwa, zwłaszcza przy sprzedaży klonów Pegasusa.

## Systemy w erze 8-bitowców
Poniżej przedstawiono przykłady konsol, które reprezentowały trzecią generację:

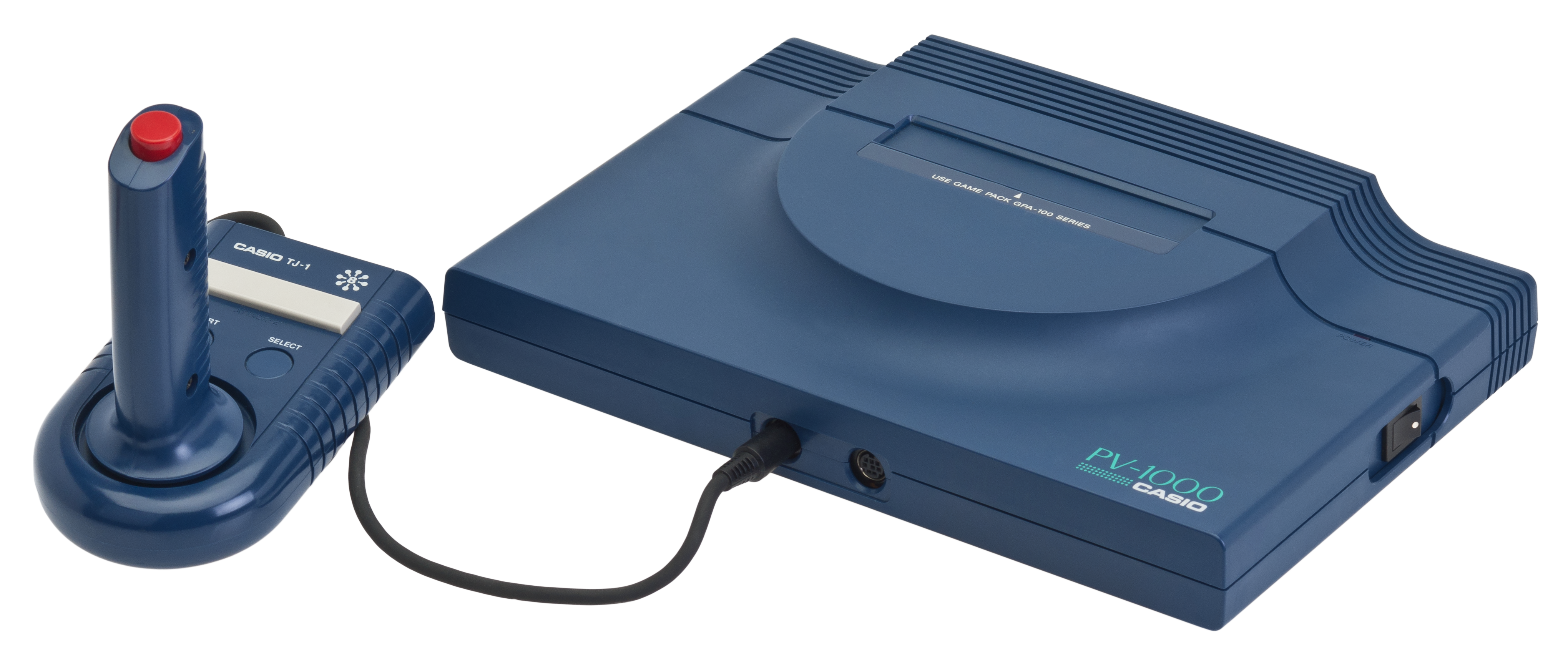
Casio PV-1000 1983: Japonia
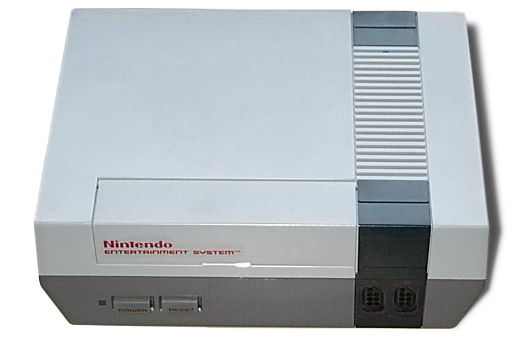
Nintendo Entertainment System/Famicom 1983–2003: Japonia 1985–1995: USA 1987–1996: Europa 1994–1996: Polska
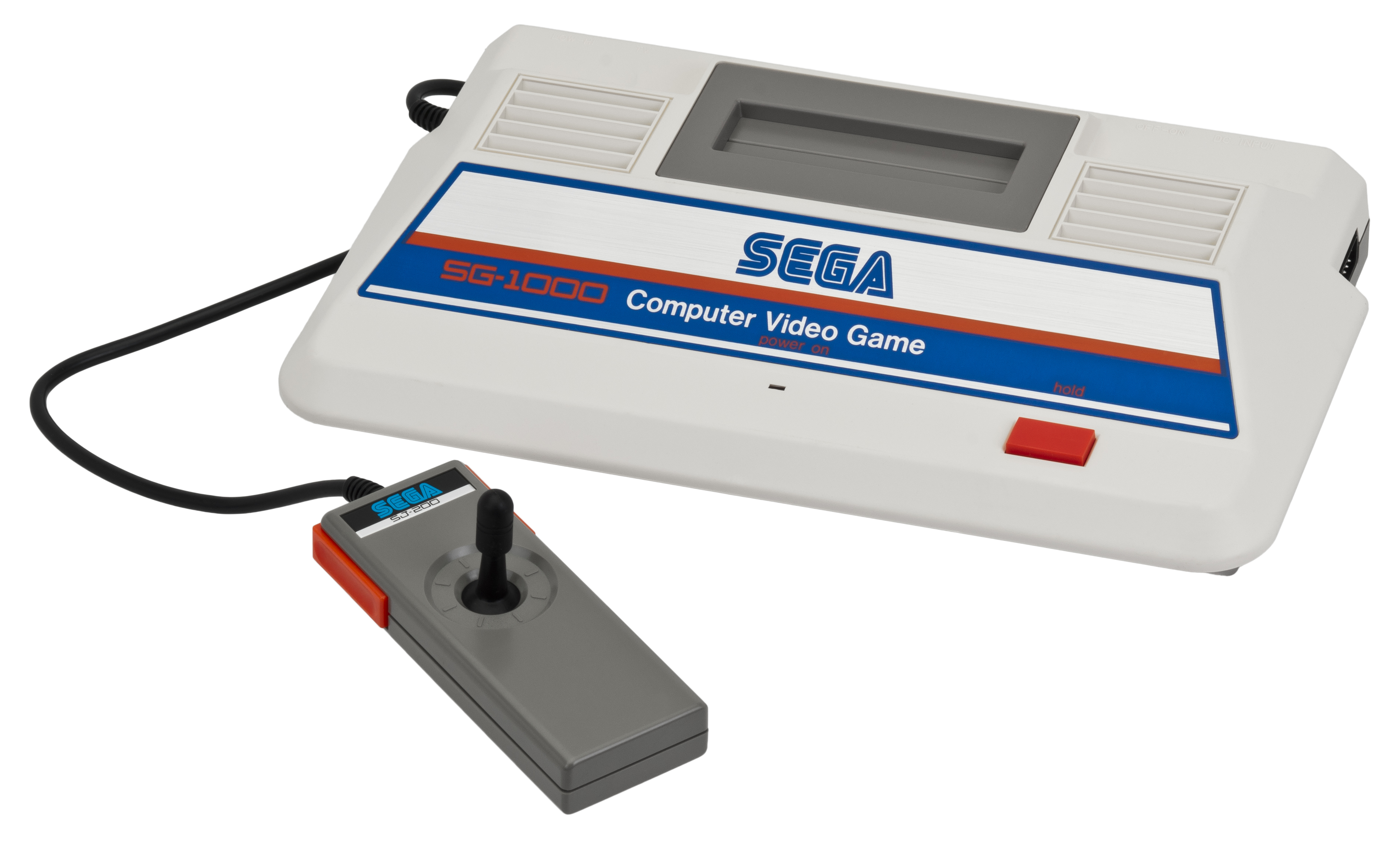
Sega SG 1000 1983–1985: Japonia
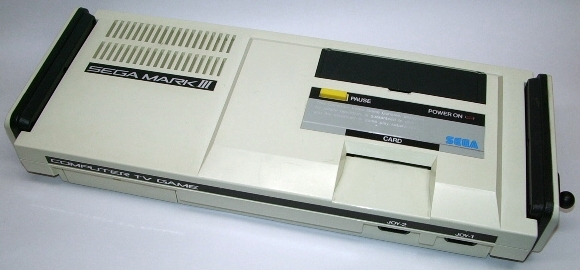
Sega SG-1000 Mark III 1985–1991: Japonia
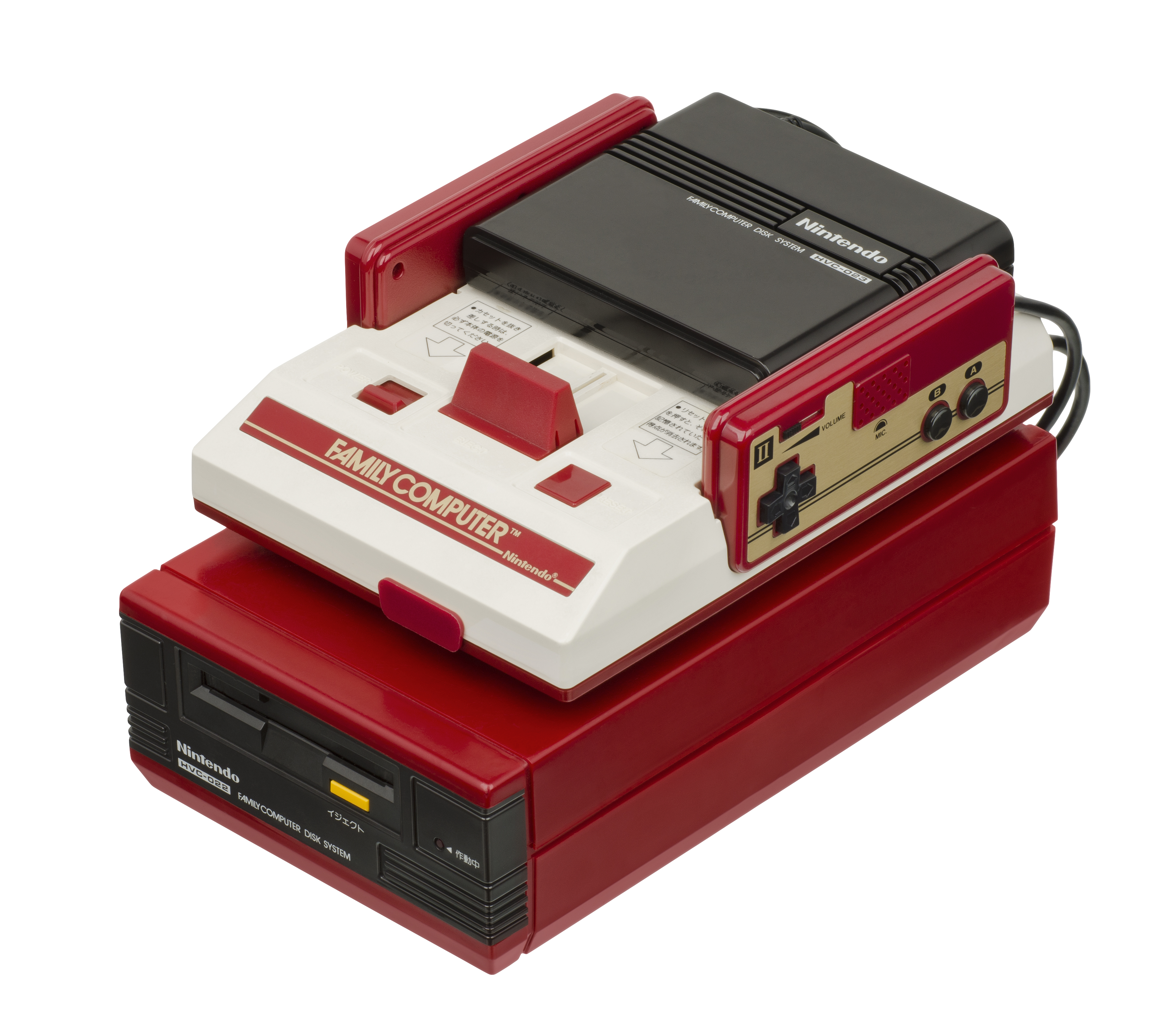
Family Computer Disk System 1986–2003: Japonia
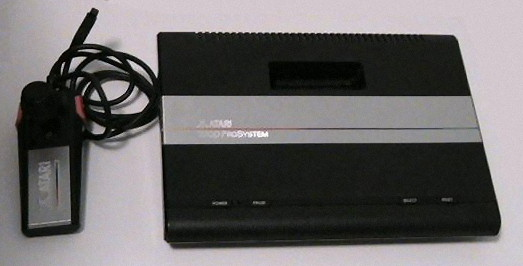
Atari 7800 Pro System 1986–1992: USA 1991–1992: Polska
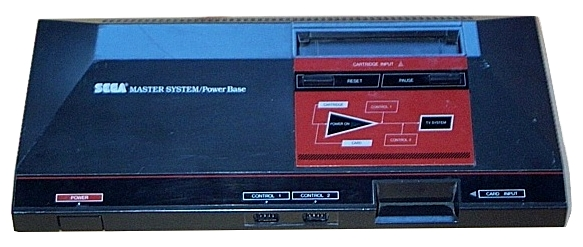
Sega Master System 1986–1992: USA 1987–1996: Europa 1992–1996: Polska
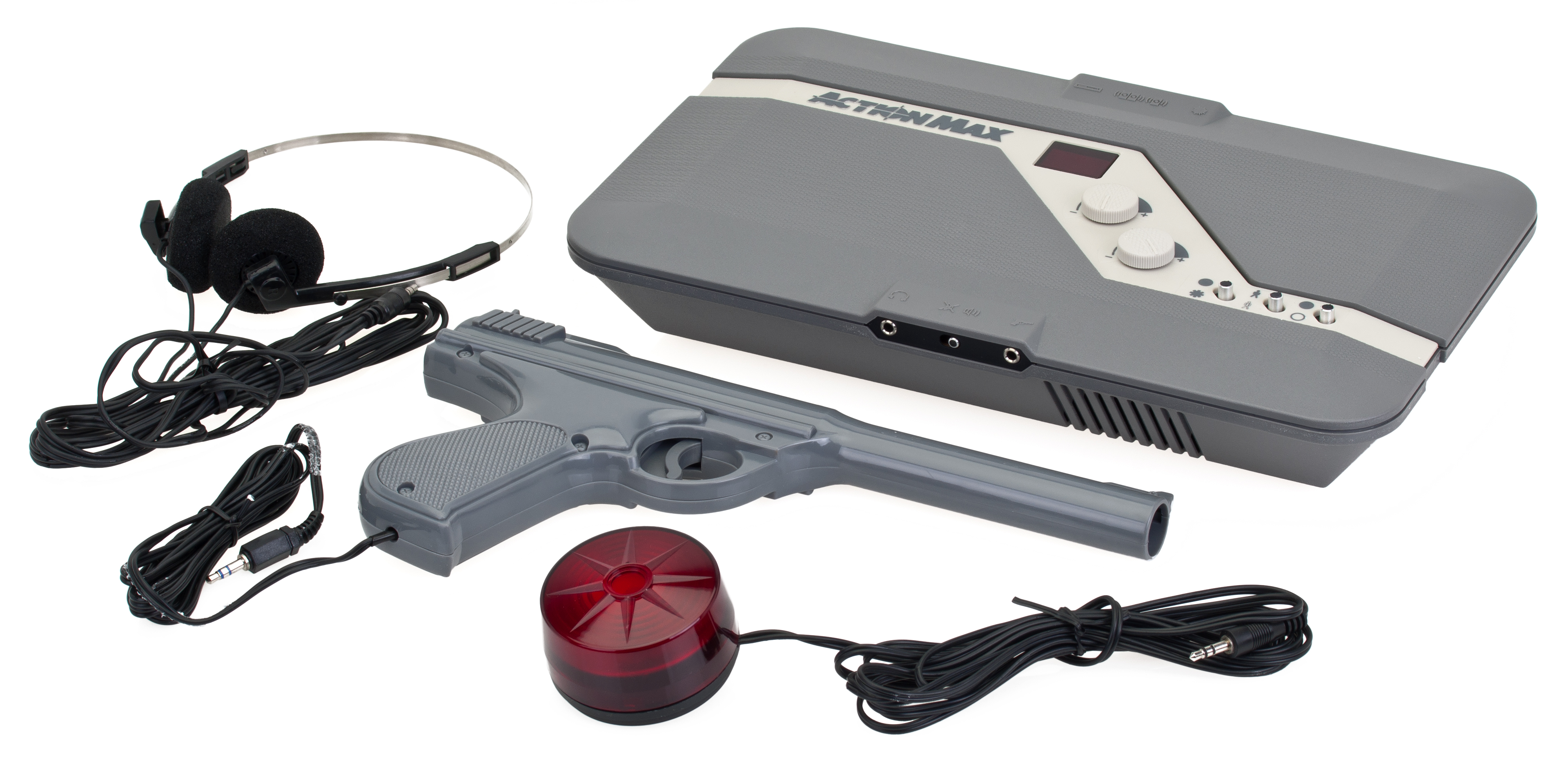
Action Max 1987: USA
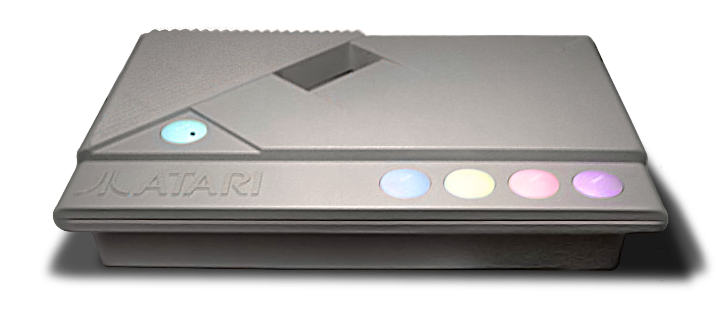
Atari XE Game System 1987–1992: USA 1988–1992: Polska
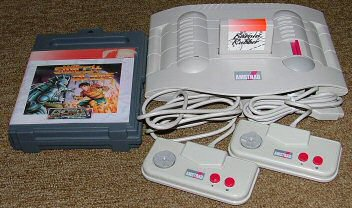
Amstrad GX4000 1990–1991: Europa
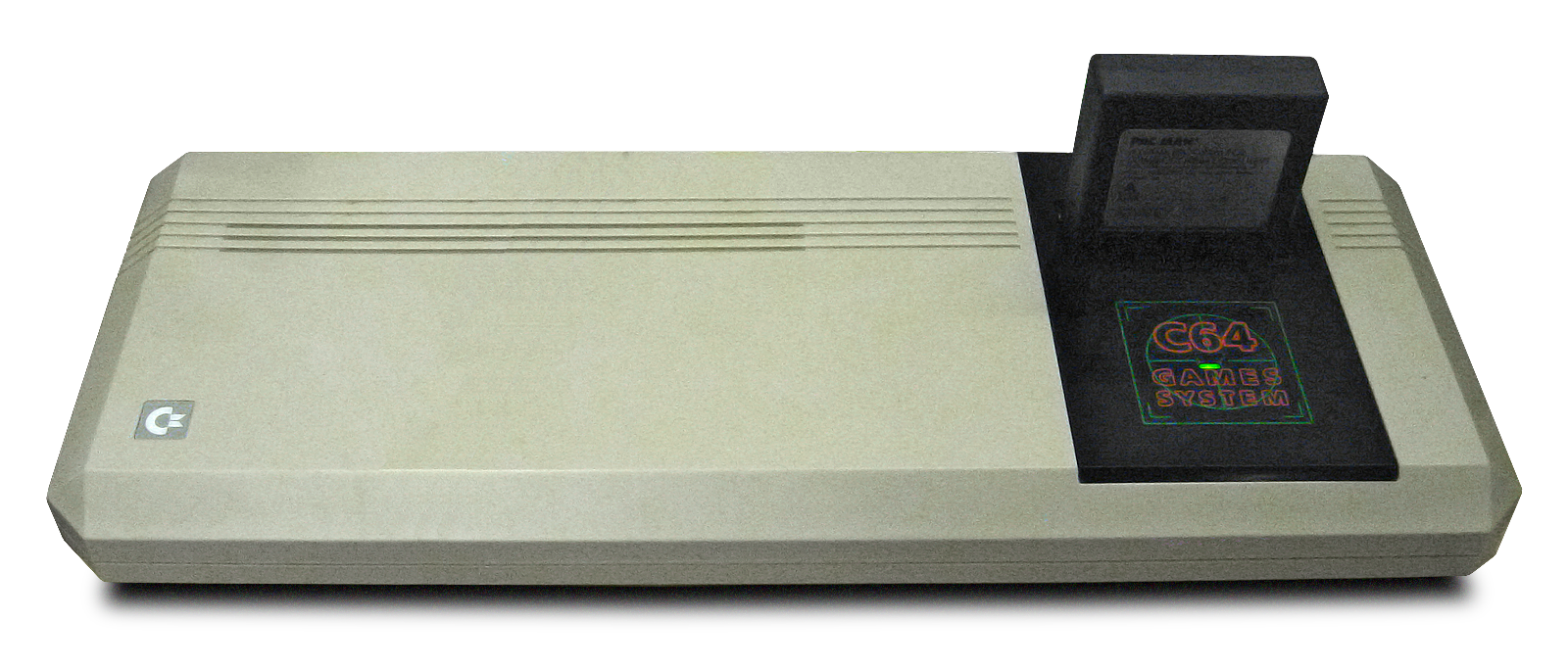
Commodore 64 Games System 1990–1991: Europa

- Nintendo Entertainment System/Famicom
1983–2003: Japonia
1985–1995: USA
1987–1996: Europa
1994[12]–1996: Polska
- Sega SG 1000
1983–1985: Japonia
- Sega SG-1000 Mark III
1985–1991: Japonia
- Family Computer Disk System
1986–2003: Japonia
- Atari 7800 Pro System
1986–1992: USA
1991[7]–1992: Polska
- Sega Master System
1986–1992: USA
1987–1996: Europa
1992[11]–1996: Polska
- Action Max
1987: USA
- Atari XE Game System
1987–1992: USA
1988[4]–1992: Polska
- Amstrad GX4000
1990–1991: Europa
- Commodore 64 Games System
1990–1991: Europa

## Serie gier, które powstały w tej erze
- Adventure Island
- Adventures of Lolo
- After Burner Arc
- Alex Kidd
- Alien Syndrome Arc
- Alone in the Dark PC
- Arkanoid Arc
- Baseball Stars
- Bases Loaded
- Battletoads
- Bionic Commando Arc
- Blaster Master
- Bomb Jack Arc
- Bomberman
- A Boy and His Blob
- Bubble Bobble Arc
- Castlevania
- Contra Arc
- Darius Arc
- Deep Dungeon JP
- Derby Stallion JP
- Double Dragon Arc
- Double Dribble Arc
- Dragon Quest 1
- Dragon Slayer PC
- EarthBound (Mother w Japonii)
- Excitebike
- Final Fantasy
- Fire Emblem
- Gauntlet Arc
- Ghosts 'n Goblins Arc
- Glory of Heracles
- Gradius Arc
- Hanjuku Hero JP
- Hydlide PC
- Itadaki Street
- Kid Icarus
- Konami Wai Wai World JP
- Kunio-Kun Arc
- The Legend of Kage Arc
- Legend of the Mystical Ninja
- The Legend of Zelda
- Mega Man (Rockman w Japonii)
- Megami Tensei
- Metal Gear PC
- Metal Max
- Metroid
- Ninja Gaiden
- Nintendo Wars 2
- Nobunaga's Ambition PC
- Paperboy Arc
- Phantasy Star
- Pocky & Rocky Arc
- Portopia Serial Murder Case PC
- Power Blade
- Punch-Out!! Arc
- R.C. Pro-Am
- R-Type Arc
- Romance of the Three Kingdoms
- Rygar Arc
- SaGa
- Shinobi Arc
- Skate or Die! PC
- StarTropics
- Super Mario Bros.
- Teenage Mutant Ninja Turtles
- Tetris PC
- TwinBee Arc
- Valkyrie
- Wave Race
- Wonder Boy Arc
- Ys PC